# توماس سكوت (يوتيوبر)
توماس سكوت (بالإنجليزية: Tom Scott)‏ هو يوتيوبر ومضيف برامج الألعاب ومطور الويب، ولد في 26 نوفمبر 1984 في مانزفيلد، المملكة المتحدة. اشتهر بإنتاج مقاطع فيديو عبر الإنترنت لقناته على يوتيوب، والتي تضم بشكل أساسي مقاطع فيديو تعليمية عبر مجموعة من الموضوعات بما في ذلك التاريخ والعلوم والتكنولوجيا واللغويات. اعتبارًا من أبريل 2021 أصبحت قناته لديها أكثر من 862.17 مليون مشاهدة و 3.78 مليون مشترك.

## روابط خارجية
- الموقع الرسمي